# Anne Faber
Anne Faber es una periodista de Luxemburgo , escritora de recetas y personalidad televisiva. Conocida por  los libros "La Cocina de Anne" y programas televisivos, la cocina de Anne, Hogar dulce Hogar y ...Mi Luxemburgo alcanzó el éxito   poco después de publicado en octubre de 2016.

## Biografía
Faber empezó a interesarse por la cocina a una edad temprana, adquiriendo recetarios más que novelas para lectura de ocio. Estudió  literatura inglesa en la Universidad de Kent, graduándose en 2006, antes de ganar una maestría, en el University College de Londres en 2007 con una disertación sobre lo alimentario en las novelas de Roald Dahl. Al año siguiente, completa un curso de posgrado en periodismo por la Universidad de la City de Londres.

Mientras todavía en Londres, trabaja como reportera y productora  televisiva para APTN, ZDF y RTL. En 2010, para mantener constancia de sus recetas, empiece el blog de Cocina de su Anne, recibiendo un premio de Vino & Alimentación en 2013. Se para a escribir un recetario en paralelo con un 12-separar serie televisiva encima televisión de RTL, presentando platos británicos a Luxembourgers. En una entrevista con Luxemburger Wort expliqua: 
"Yo realmente siempre disfrutaba con la comida británica. Tiene una reputación mala pero  mucho en común con la comida de Luxemburgo , es comida humilde hecha con ingredientes sencillos. Es comida de comodidad para días fríos. Todos los productos utilizamos en Luxemburgo se utilizan igual . Quise compartir mi amor por  mi casa nueva a través de su comida."
En septiembre de 2014 vio la publicación de su segundo libro, la cocina de Anne: Barcelona, Estambul, Berlín con la cual también dirigió  una segunda serie televisiva con diez episodios que cubren las tres ciudades. En abril de 2015, en conexión con una visita de libro internacional, Faber estuvo invitada para hacer una presentación en la Embajada de Luxemburgo en Washington, D.C.. En 2016, atrás en Luxemburgo, publica su tercer libro, la cocina de Anne, Casa Casa Dulce...Mi Luxemburgo, en ambas ediciones inglesas y alemanas. Este tiempo, presente sus recetas propias basadas en platos de Luxemburgo tradicional pero también incluye bocadillos , starters y cócteles. Un inmediato best-seller en Luxemburgo .

## Publicaciones
- Faber, Anne. 2013. La cocina de Anne. Ediciones Schortgen. ISBN 978-2-87953-187-8 .
- Faber, Anne. 2014. La cocina de Anne - Barcelona-Estambul-Berlín. Ediciones Schortgen. ISBN 978-99959-36-09-9 .
- Faber, Anne. 2016. La cocina de Anne: En casa Casa Dulce - Mi Luxemburgo. Ediciones Schortgen. ISBN 978-99959-36-32-7 .